# Collection No. 1
Collection #1은 2019년 1월경 다크 웹에 등장한 이메일 주소와 비밀번호 목록이다. 데이터베이스에는 7억 7,300만개 이상의 고유한 이메일 주소와 2,100만개의 고유한 비밀번호가 있으며, 이를 통해 약 27억개 이상의 이메일-비밀번호 쌍을 이룬다. 컴퓨터 보안 전문가가 검토한 이 목록에선 2천건 이상의 이전 데이터 유출 사고에서 노출된 주소와 비밀번호 외에도 이전에 알려지지 않았던 출처에서 유출된 약 1억 4천만개 이상의 새 이메일 주소와 1천만개 이상의 비밀번호가 포함되어 있으며 이를 모두 합치면 지금까지 인터넷에서 유출된 데이터 중 가장 큰 규모이다.
Collection #1은 사용자가 자신의 이메일 주소와 비밀번호를 검색해 알려진 데이터 유출 사례에 포함되어 있는지 찾아주는 웹사이트인 Have I Been Pwned?의 설립자인 보안 연구원 트로이 헌트가 처음 발견했다. 이 데이터베이스는 2019년 1월 MEGA에 잠시 게시되었고 유명 해커 포럼에 데이터베이스 링크가 게시되었다. 헌트는 이 데이터베이스가 12,000개 파일 87 GB 데이터 규모임을 파악했다. 헌트는 이 외에도 비밀번호가 해시가 아닌 평문 형식으로 써져 있다는 사실도 추가로 밝혀냈다. 이는 데이터베이스 제작자가 해싱 알고리즘에서 취약점을 구현해 비밀번호의 해시를 해독하는 데 성공했다고 볼 수 있다. 보안 연구계는 다크 웹에서 보통 판매되는 다른 사용자 이름/비밀번호 목록과는 달리 Collection #1은 일시적으로 무료로 공개되었으며 악의적인 해커가 주로 크리덴셜 스터핑로 사용할 가능성이 높다고 지적했다.
2019년 1월 30일까지 보안 연구원들은 Collections #2부터 #5까지 이름이 붙여진 유사한 데이터셋이 다크 웹에서 판매됨을 목격했다. Collections #2-5에는 845 GB 이상의 데이터와 총 250개의 이메일/비밀번호 목록이 있다. 하소 플래트너 연구소의 보안 연구원은 중복된 데이터를 제거한 Collections #2-5의 데이터는 Collection #1보다 약 3배 더 많다고 추정했다. 이 컬렉션에 있는 이메일/비밀번호 목록은 야후 데이터 유출 사건, 링크드인과 드롭박스 데이터 유출 사건 등 이전의 유출 사건에서 퍼진 개인정보로 밝혀졌다.

## 체포
보안 위협 정보 회사인 IntSights에 따르면  Collection #1부터 #5까지 목록은 Sanix라고 알려진 해커가 데이터를 수집했지만 이 데이터는 Azatej라는 경쟁 데이터 브로커가 온라인에 유출시켰다. 두 해커는 2020년 5월 모두 체포되었다. Azatej는 폴란드에서, Sanix는 우크라이나에서 체포되었다.